# Spiderweb Software
Spiderweb Software est une petite compagnie de développement de jeux vidéo, fondée par Jeff Vogel en 1994, se focalisant sur les jeux vidéo de rôle pour Apple Macintosh et Microsoft Windows.

## Histoire
Le studio fut fondé en 1994 par Jeff Vogel et Mariann Krizsan pour vendre le premier jeu écrit par Vogel, Exile: Escape from the Pit. Le jeu (et les suivants, pendant des années) fut distribué en shareware, et rencontra assez de succès pour que Vogel puisse quitter ses études et s'y consacrer à plein temps. La série Exile se poursuit sur plusieurs épisodes. En 2001 le studio démarre la série Geneforge ; en 2011 c'est la série Avadon.
En 2007, le studio rencontre une mauvaise passe lorsque les ventes baissent ; le jeu Geneforge 3 en particulier rencontre des ventes catastrophique, ce que Vogel attribue au fait qu'il soit trop similaire aux autres jeux. Cependant le studio se tire de cette mauvaise passe. La sortie de leurs jeux sur Steam permet au studio de rencontrer une nouvelle prospérité.

## Structure et fonctionnement
Spiderweb Software compte deux employés permanents 
- Jeff Vogel, le fondateur et patron de l'entreprise
- Mariann Krizsan, la manager

Le studio employa une troisième employée pendant un temps, mais dut s'en séparer.
Le studio fait appel à des graphistes extérieurs pour les ressources graphiques de ses jeux, tel Phil Foglio. Toutefois, Jeff Vogel réalise lui-même les bruitages sonores. Vogel est connu pour la réutilisation et le recyclage agressif des ressources graphiques au fil des jeux, pour réduire les coûts, une pratique à laquelle il attribue une partie de son succès.
Les jeux sont programmés en C++ et étaient distribués en sharewares pour Apple Macintosh en premier (même à une époque où il n'y avait que peu de jeux sur cette plateforme, contribuant au succès des premiers jeux), avant d'être portés sur Microsoft Windows. De nos jours, les jeux sont distribués sur le site du studio ainsi que sur des plates-formes comme Steam, ainsi que bien souvent sur iPad ; le studio offre souvent une démo jouable gratuite des jeux.

## Produits

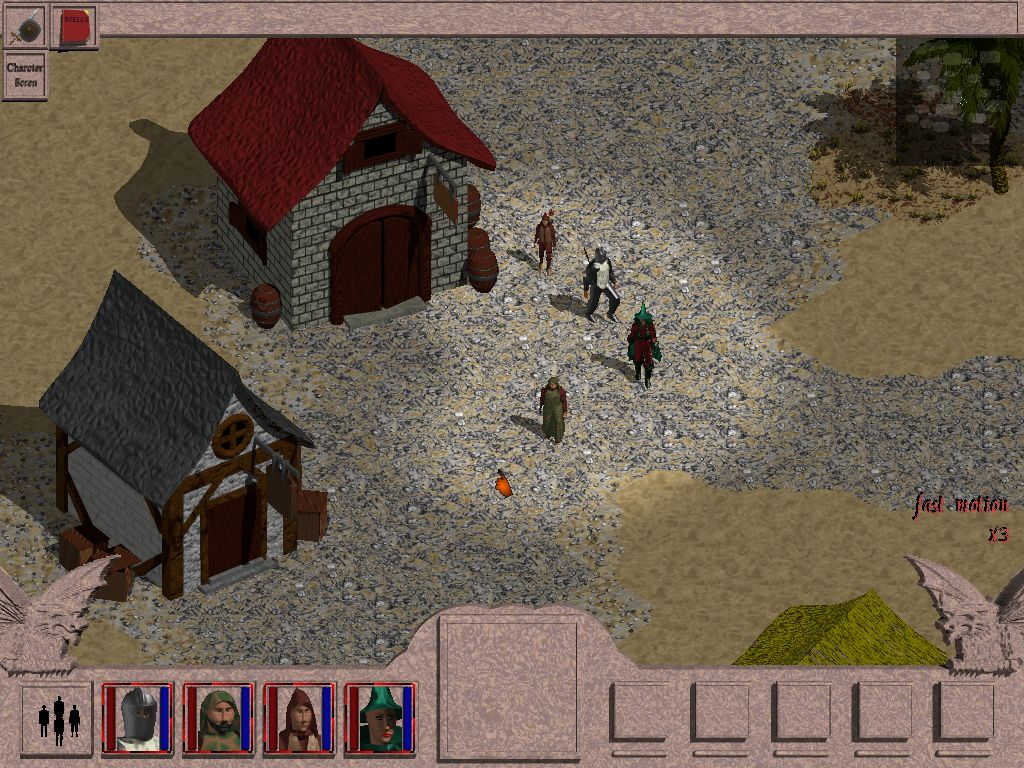
Le jeu gratuit Tales of Trolls & Treasures, qui n'est pas un jeu Spiderweb Software, a une interface et une qualité graphique qui ressemble beaucoup aux jeux de ce studio.

La compagnie est connue pour les jeux d'aventure suivants :
- La série Exile, qui se déroule dans le monde souterrain d'Ermarian, dans un style médiéval-fantastique ;
- La série Avernum, une ré-édition de la série Exile, et qui se voit complétée par deux nouveaux opus ;
- Le jeu Blades of Exile et sa ré-édition Blades of Avernum, qui contiennent un éditeur de scénario pour permettre aux joueurs de créer et distribuer leurs propres campagnes ;
- La série Geneforge, dans un mélange de style médiéval-fantastique et de science-fiction ;
- Le jeu Nethergate, basé sur l'occupation romaine de la Bretagne.

En 2007, à la suite de nombreuses demandes faites par les fans de la série, Spiderweb Software libère le jeu Blades of Exile sous la licence GNU GPL. Cette licence couvre le code source, les images et les sons.
Spiderweb Software propose également des services pour les développeurs de sharewares.
La création de Geneforge 4: Rebellion aura coûté 120 000 $ (salaires, achat des ressources graphiques, impression des livres, investissements en matériel informatique). Sorti en novembre 2006, le jeu s'est vendu à près de 4 000 unités à la date du 13 mars 2009, pour une recette totale de 111 000 $. La vente de son hint book (produit dérivé) aura rapporté 5 600 $ supplémentaires.

## Récompenses
- Exile II: Crystal Souls – 1995 « Shareware Game of the Year » (Mention : Honorable), MacUser
- Exile III: Ruined World – « Shareware Game of the Year », Computer Gaming World
- Nethergate – « RPG of the Year » (Mention : Honorable), Computer Games Magazine